# لیگ برتر والیبال مردان ایران ۱۳۸۵
لیگ برتر والیبال ایران ۱۳۸۵ دهمین دوره لیگ برتر والیبال ایران می‌باشد. این مسابقات با شرکت ۱۲ تیم از دی ۱۳۸۴ تا بهمن ۱۳۸۵ برگزار شد. پس از انجام ۱۳۲ بازی در ۲۲ هفته، پیکان تهران به قهرمانی این دوره از لیگ برتر دست یافت.

## جدول رده‌بندی
|      |                         |          | بازی‌ها | بازی‌ها | بازی‌ها | امتیازات ست‌ها | امتیازات ست‌ها | امتیازات ست‌ها | صعود یا سقوط                        |
| رتبه | تیم                     | امتیازات | بازی   | برد    | باخت   | برد           | باخت          | میانگین       | صعود یا سقوط                        |
| ---- | ----------------------- | -------- | ------ | ------ | ------ | ------------- | ------------- | ------------- | ----------------------------------- |
| ۱    | پیکان تهران             | ۴۱       | ۲۲     | ۱۹     | ۳      | ۱۸۶۳          | ۱۵۷۷          | ۱٫۱۸۱         | صعود به قهرمانی باشگاه‌های آسیا ۲۰۰۷ |
| ۲    | گل‌گهر سیرجان            | ۳۸       | ۲۲     | ۱۶     | ۶      | ۱۹۰۸          | ۱۷۷۴          | ۱٫۰۷۵         |                                     |
| ۳    | سایپا تهران             | ۳۷       | ۲۲     | ۱۵     | ۷      | ۲۰۹۱          | ۱۹۵۴          | ۱٫۰۷۰         |                                     |
| ۴    | برق تهران               | ۳۶       | ۲۲     | ۱۴     | ۸      | ۱۸۱۶          | ۱۸۴۱          | ۰٫۹۸۶         |                                     |
| ۵    | آذرپیام ارتباطات ارومیه | ۳۵       | ۲۲     | ۱۳     | ۹      | ۱۹۱۲          | ۱۸۲۷          | ۱٫۰۴۷         |                                     |
| ۶    | اتکا تهران              | ۳۵       | ۲۲     | ۱۳     | ۹      | ۲۰۹۳          | ۲۰۶۵          | ۱٫۰۱۴         |                                     |
| ۷    | پگاه ارومیه             | ۳۴       | ۲۲     | ۱۲     | ۱۰     | ۲۰۰۸          | ۱۹۵۶          | ۱٫۰۲۷         |                                     |
| ۸    | استقلال گنبد            | ۳۳       | ۲۲     | ۱۱     | ۱۱     | ۱۹۷۳          | ۲۰۰۵          | ۰٫۹۸۴         |                                     |
| ۹    | پتروشیمی بندر امام      | ۳۲       | ۲۲     | ۱۰     | ۱۲     | ۱۹۸۵          | ۱۹۴۱          | ۰٫۹۷۶         |                                     |
| ۱۰   | هیئت والیبال اصفهان     | ۲۸       | ۲۲     | ۶      | ۱۶     | ۱۸۵۴          | ۱۹۵۸          | ۰٫۹۴۷         |                                     |
| ۱۱   | بانک کشاورزی تهران      | ۲۵       | ۲۲     | ۳      | ۱۹     | ۱۷۱۴          | ۱۹۶۵          | ۰٫۷۸۲         | سقوط به دسته اول                    |
| ۱۲   | آیدانه چالدران          | ۲۲       | ۲۲     | ۰      | ۲۲     | ۱۶۸۰          | ۱۹۵۲          | ۰٫۸۶۱         | سقوط به دسته اول                    |

## رده‌بندی نهایی
| رتبه | تیم                     |
| ---- | ----------------------- |
| 1    | پیکان تهران             |
| 2    | گل‌گهر سیرجان            |
| 3    | سایپا تهران             |
| ۴    | برق تهران               |
| ۵    | آذرپیام ارتباطات ارومیه |
| ۶    | اتکا تهران              |
| ۷    | پگاه ارومیه             |
| ۸    | استقلال گنبد            |
| ۹    | پتروشیمی بندر امام      |
| ۱۰   | هیئت والیبال اصفهان     |
| ۱۱   | بانک کشاورزی تهران      |
| ۱۲   | آیدانه چالدران          |

|  | راه‌یافته به قهرمانی باشگاه‌های آسیا ۲۰۰۷ |

|  | راه‌یافته به دسته اول |

| قهرمان فصل ۱۳۸۵ لیگ برتر ایران |
| ------------------------------ |
| پیکان تهران هفتمین قهرمانی     |

|  |  |